# Triodion (Pärt)
Triodion est une œuvre pour chœur mixte a cappella composée en 1998 par Arvo Pärt, compositeur estonien associé au mouvement de musique minimaliste.

## Historique
Cette œuvre est une commande pour le 150e anniversaire de la fondation du Lancing College au Royaume-Uni. Sa première mondiale a été exécutée le 30 avril 1998 par le chœur de la chapelle de Lancing sous la direction de Neil Cox à l'abbaye de Westminster à Londres.